# Incendio de Torrefeta de 2025
El incendio de Torrefeta de 2025 fue un incendio forestal de gran magnitud que se inició el 1 de julio de 2025 en el municipio de Torrefeta i Florejacs, en la comarca de La Segarra, Cataluña, España. El fuego se propagó rápidamente debido a las condiciones meteorológicas extremas, afectando un total de 5.577 hectáreas, y provocando la muerte de dos personas.

## Desarrollo
El incendio comenzó a las 17:08 h en una zona agrícola durante la recolección de cereales. El fuerte viento (hasta 125 km/h) y las altas temperaturas propiciaron un comportamiento de fuego de sexta generación, con la formación de un pirocúmulo de 14.000 metros de altura, un fenómeno inédito en Cataluña.

## Víctimas
Dos personas fallecieron tras quedar atrapadas en un vehículo cuando intentaban huir de las llamas desde una granja porcina afectada por el fuego. Las víctimas eran residentes de Agramunt.

## Respuesta
Se activó el plan INFOCAT y se emitieron alertas de emergencia mediante el sistema Es-Alert. Más de 20.000 personas fueron confinadas en 11 municipios. Participaron 38 dotaciones terrestres, 10 medios aéreos y unidades especializadas como GRAF, GROS, AOFG y EPAF. Agricultores colaboraron con maquinaria agrícola para crear cortafuegos.

## Daños
El fuego afectó principalmente zonas agrícolas (3.995 ha), forestales (1.536 ha) y urbanas (45 ha). También resultaron afectadas varias masías y edificaciones rurales, aunque la mayoría estaban deshabitadas.

## Investigación
Las autoridades barajan como causa principal la chispa de una cosechadora al impactar con elementos secos del terreno. La investigación sigue en curso por parte de los Mossos d’Esquadra y los Agentes Rurals.

## Reacciones
El presidente de la Generalitat de Catalunya, Salvador Illa, expresó su pésame a las familias y decretó un día de luto oficial el 3 de julio de 2025.